# Lepidopilum grevilleanum
Lepidopilum grevilleanum  es una especie de musgo en la familia Pilotrichaceae. Es endémica de Ecuador. Su hábitat natural son bosques subtropical o tropical húmedo.  
Está amenazada por pérdida de hábitat. 

## Fuente
- Bryophyte Specialist Group 2000.  Lepidopilum grevilleanum.   2006 IUCN Lista Roja de Especies Amenazadas, 22 de agosto de 2007